# Benedek Zoltán (geográfus)
Benedek Zoltán (Mezőméhes, 1927. szeptember 11. – Nagykároly, 2002. október 12.) erdélyi magyar geográfus, földrajzi szakíró, tanár.

## Életútja
Középiskoláit a kolozsvári református kollégiumban, felsőfokú tanulmányait a Bolyai Tudományegyetemen végezte. 1950-től Nagykárolyban volt középiskolai tanár. A honismereti és tájkutató nevelés szempontjából is számottevő népszerűsítő, valamint módszertani és tudományos írásait a Korunk, Tanügyi Újság, A Hét és az erdélyi napilapok közölték, szaktanulmányai romániai és magyarországi tudományos folyóiratokban A rendszerváltás után aktív közéleti tevékenységet folytatott a szülőföld történelmének és földrajzának jobb megismertetése céljából.

## Munkái
- A szőke Szamos földjén (Antenna, Kolozsvár, 1973);
- Az időjárás és előrejelzése (Antenna, Kolozsvár, 1977);
- Vándorló kontinensek, változó tengerek (Bukarest, 1977);
- A Szilágyságtól Új-Guineáig : Bíró Lajos természettudós életútja : 1856-1931. (Bukarest, 1979);
- Az élet fejlődése a Földön (Antenna, Kolozsvár, 1979);
- A Föld élete (Kolozsvár-Napoca, Bukarest, 1980);
- Növény- és állatföldrajz. (Bucuresti, 1988);
- Nagykároly : erdélyi városok / Benedek Zoltán ; [a térképeket kész. és rajz. Benedek Zoltán] ; [a fényképeket kész. Murvai György ...]. (Orosháza, 1994);
- A nagykárolyi Károli Gáspár református templom. [... rajzokat B. Benedek Csilla ... kész.]. Arad, 1998.
- Nagykároly kultúrtörténete. (Szatmárnémeti, 2000. Ser. Otthonom Szatmár megye)[3]